# Pascal Affi N'Guessan
Pascal Affi N'Guessan (Bongouanou, 1 de janeiro de 1953) é um político da Costa do Marfim. Foi primeiro-ministro no período de 27 de outubro de 2000 até 10 de fevereiro de 2003 pela da Frente Popular Marfinense (Front Populaire Ivoirien, FPI). É o atual presidente do partido desde 2001.

## Biografia
Nasceu em 1 de janeiro de 1953, em Bouadikro, uma sub-prefeitura de Bongouanou, região de N'zi-Comoé.

## Carreira política
Em 1986, filiou-se à Frente Popular Marfinense (FPI). Em 1990, se tornou secretário geral e, em 1994, vice-secretário geral. Como Laurent Gbagbo era presidente do país, não foi permitido que ele se mantivesse como presidente do FPI, assim N'Guessan foi eleito presidente com 94,55 por cento e assumiu a presidência do partido desde 22 de julho de 2001.
Foi prefeito de Bongouanou de 1990 a 1996 e vice-presidente da "União das cidade e comunidades da Costa do Marfim" (UVICOCI), entre 1990 e 1995.
Foi ministro da Economia, Indústria e Finanças da Costa do Marfim, entre 24 de dezembro de 1999 e 26 de outubro de 2000, durante o governo do primeiro-ministro Seydou Diarra e deixou o cargo para assumir como primeiro-ministro.
Foi eleito vice-presidente da Internacional Socialista no 22.º Congresso, realizado entre 27 e 29 de outubro de 2003 em São Paulo.
Em 8 de agosto de 2015, foi indicado como canditado a presidência do país pelo FPI. Ele denunciou a situação de preso do ex-presidente Gbagbo perante a Corte Penal Internacional e as condições políticas da presidência de Alassane Ouattara.
| “                   | A paz não é apenas o silêncio das armas. Podemos dizer que a Costa do Marfim está em paz quando o presidente Gbagbo está em Haia? Com centenas de presos políticos na cadeia, a Costa do Marfim não está em paz. | ” |
| — Pascal N'Guessan, | |   |

Alguns líderes do FPI não querem que o partido participe das eleições enquanto o ex-presidente continuar preso, mas outros defendem que o partido continue participando das eleições.
Em dezembro de 2016, foi eleito para a Assembleia Nacional como candidato pelo Departamento de Bongouanou, região de Moronou, com 59,07 por cento dos votos.